# Simon Hollósy

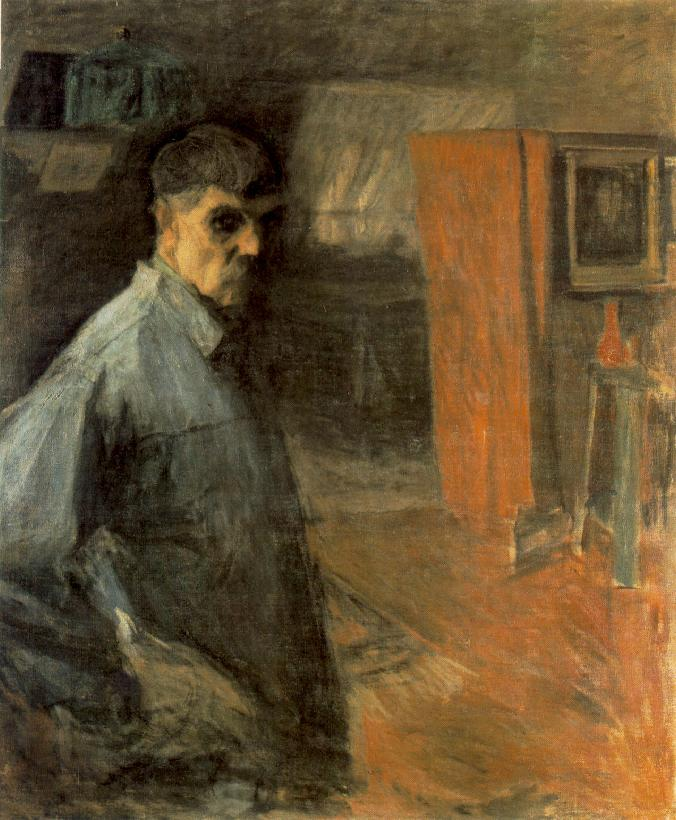
Selbstporträt (1916)

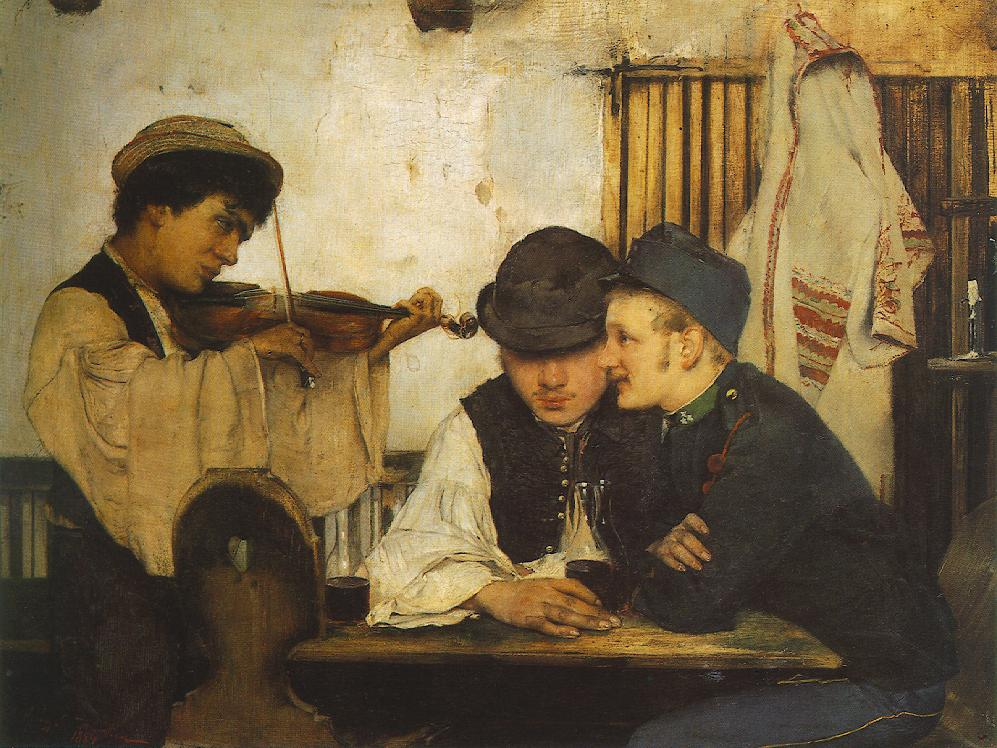
A jó bor (dt. Der gute Wein), 1884, Ungarische Nationalgalerie, Budapest

Simon Hollósy (* 2. Februar 1857 in Máramarossziget, Kaisertum Österreich; † 8. Mai 1918 in Técső, Österreich-Ungarn) war ein ungarischer Maler. Er gilt als bedeutender Vertreter des Naturalismus und Realismus im 19. Jahrhundert.

## Leben
Hollósy wurde als Sohn einer aus Armenien stammenden Familie geboren. Er begann zunächst in Budapest Malerei zu studieren und kam dann nach München, um seine Ausbildung an der Königlichen Akademie der bildenden Künste fortzusetzen. 1886 gründete er in München eine private Malschule.
An der Wende zum 20. Jahrhundert war er Mitbegründer der Künstlerkolonie in Nagybánya; dort unterrichtete er unter anderem Moissey Kogan und Richard Gerstl (1900–1901).

## Schüler
Zu seinen Schülern zählten unter anderen:
- Amanda Tröndle-Engel (1861–1956)
- Walter Queck (1871–1906)
- Sofia Laskaridou (1876–1965)
- Sándor Ziffer (1880–1962)
- Károly Kiss (1884–1953)
- Vilmos Huszár (1884–1960)
- Alexandra Povòrina (1885–1963)
- Helene Pflugshaupt (1894–1991)
- Alicja Halicka (1895–1975)